# Diospyros kupensis
Espèce
Diospyros kupensis, initialement décrite par George Gosline en 1998, est une espèce de plante à fleurs du genre Diospyros et de la famille des Ebenaceae originaire d'Afrique.

## Description
Cette espèce, que l'on retrouve sur le mont Koupé et les monts Bakossi, est endémique du Cameroun,.
Arbuste d'environ 1,5 m à 3 m de haut, et, plus rarement, 5 m, il est l'un des arbustes endémiques de Koupé-Bakossi, au même titre que Coffea montekupensis. Elle est évaluée comme une espèce vulnérable, suivant les critères de l'IUCN.